# Корифа
Кори́фа, или Зо́нтичная па́льма (лат. Corýpha) — род монокарпических растений подсемейства Корифовые (Coryphoideae) семейства Пальмовые (Arecaceae), в котором образует монотипную трибу Корифовые (Corypheae).

## Ботаническое описание
Высокая, стройная пальма. Ствол прямой, морщинистый или бороздчатый, несёт на верхушке пучок больших веерных листьев, длинные черешки которых усажены колючими иглами. Цветки небольшие, обоеполые, белые или зелёные, сильно пахучие, собраны в большое соцветие (початковую метёлку) на верхушке стебля, над листьями. Плод — шаровидная, односемянная ягода.

## Таксономия
Род Корифа включает 5 видов:
- Corypha lecomtei Becc. ex Lecomte
- Corypha microclada Becc.
- Corypha taliera Roxb.
- Corypha umbraculifera L. — Корифа зонтоносная
- Corypha utan Lam.